# Митра (род)
Митра (лат. Mitra) је род морских пужева из истоимене породице. Род обухвата осредње или велике врсте са љуштурама које су атрактивне колекционарима; оне су чврсте, шиљате и често живо обојене.
Род је добио назив према украсној капи свештеника, митри, због најчешћег облика љуштуре.

## Врсте
Врсте овог рода су:
- -{Mitra barbadensis (Gmelin, 1791)
- Mitra belcheri Hinds, 1844
- Mitra brasiliensis Oliveira, 1869
- Mitra carbonaria Swainson, 1798
- Mitra crenata Broderip, 1836
- Mitra dolorosa Dall, 1903)
- Mitra flammulata
- Mitra florida Gould, 1856
- Mitra fultoni E. A. Smith, 1892
- Mitra grammatula Dall, 1927
- Mitra idae Melvill, 1893 - half-pitted miter
- Mitra larranagai Carcelles, 1947
- Mitra nodulosa (Gmelin, 1791)
- Mitra pallida Nowell-Usticke, 1959
- Mitra saldanha Matthews & Rios, 1970
- Mitra saltata
- Mitra semiferruginea Reeve, 1845
- Mitra straminea A. Adams, 1853
- Mitra strictica
- Mitra swainsonii Broderip, 1836
- Mitra tristis Broderip, 1836
- Mitra zilpha Dall, 1927}-